# Gouzoublam Mousgoum
Gouzoublam Mousgoum (ou Gouzoublame, Gouzouboulame) est une localité du Cameroun située dans l'arrondissement de Bogo, le département du Diamaré et la région de l’Extrême-Nord. Elle fait partie du lawanat de Guinelaye.

## Population
En 1975, la localité comptait 75 habitants, des Mousgoum.
Lors du recensement de 2005, on y a dénombré 313 personnes.